# Erosiv gastrit
Erosiv gastrit är en sjukdom då magsäcken är inflammerad. Blödning och celler med rodnad är vanligt. Läkemedel och alkohol kan leda till sjukdomen. Smärta, illamående och blodiga kräkningar är vanligt. Enda behandlingen är att sluta med läkemedlet eller alkoholen som orsakade tillståndet.